# Iuliu Hossu
Iuliu Hossu (ur. 30 stycznia 1885 w Milaș, zm. 28 maja 1970 w Bukareszcie) – rumuński duchowny obrządku bizantyjsko-rumuńskiego oraz błogosławiony Kościoła katolickiego.

## Życiorys
Święcenia kapłańskie przyjął 27 marca 1910 roku w Rzymie z rąk bp. Vasile Hossu, biskupa Gherli. W latach 1911–1914 pełnił kolejno funkcję: protokolanta, archiwisty, bibliotekarza i później sekretarza biskupa Gherli. Podczas pierwszej wojny światowej pełnił funkcję kapelana rumuńskich żołnierzy w armii austro-węgierskiej. 3 kwietnia 1917 roku mianowany biskupem Gherli obrządku bizantyjsko-rumuńskiego. 4 grudnia 1917 roku przyjął sakrę biskupią w Blaju z rąk abp. Victora Mihali d’Apsa, arcybiskupa Fogaraszu i Alba Iulia. 1 grudnia 1918 przypadł mu w udziale zaszczyt odczytania w Alba Iulia Proklamacji przyłączenia Siedmiogrodu do Rumunii.
5 czerwca 1930 roku zmieniono nazwę diecezji na Klużu-Gherli i przeniósł się do Klużu. Od 19 lipca 1930 roku do 31 stycznia 1931 roku administrator apostolski Maramures. 16 września 1936 roku mianowany asystentem Papieskiego Tronu. Od 29 sierpnia 1941 roku do 1947 roku administrator apostolski Oradea Mare. Ponieważ sprzeciwiał się rządowym planom odłączenia Rumuńskiego Kościoła Greckokatolickiego od Stolicy Apostolskiej zmuszono go do opuszczenia swojej diecezji 28 października 1948 roku. Więziony był w Jilava, Drogoslavele, Sighet i Gherla w latach 1948–1964. W latach 1964–1970 został zamknięty w klasztorze Moara Saraca koło Bukaresztu.
Na konsystorzu 28 kwietnia 1969 roku papież Paweł VI kreował go kardynałem in pectore. Publicznie Paweł VI ogłosił jego nazwisko na konsystorzu 5 marca 1973 roku po jego śmierci. W maju 1970 roku z powodu złego stanu zdrowia przeniesiono go do szpitala Colentina w Bukareszcie i tam zmarł 28 maja 1970 roku. Pochowano go na cmentarzu katolickim w Bukareszcie.
19 marca 2019 roku papież Franciszek pozwolił Kongregacji Spraw Kanonizacyjnych na ogłoszenie dekretu o męczeństwie jego, a także innych 6 biskupów. Beatyfikacja jego i towarzyszy odbyła się 2 czerwca 2019 roku w Blaju w czasie podróży papieża Franciszka do Rumunii.